# Адам II из Градца
Адам II из Градца (чеш. Adam II. z Hradce; 1546 или 1549 — 24 ноября 1596) — средневековый чешский магнат, государственный деятель и меценат из рода панов из Градца, занимавший должности высочайшего канцлера (1585—1593) и высочайшего бургграфа Чешского королевства (1593—1596) во времена правления короля Рудольфа II. Последний видный представитель своего знаменитого рода, пресекшегося со смертью его сына Яхима Ольдржиха.

## Происхождение и юность
Адам II родился в 1546 или 1549 году семье высочайшего канцлера королевства Яхима из Градца (1526—1565) и Анны (1530—1580), дочери пана Йошта III из Рожмберка. Адам был их единственным сыном, но не единственным ребёнком — вторым была его младшая сестра Анна (род. 16.07.1557). Образование получил при венском дворе вместе с принцами Рудольфом и Эрнстом Австрийскими. Адам лишился отца 12 декабря 1565 года, когда тот утонул в водах Дуная в Вене. При этом Адам почти случайно избежал гибели вместе с отцом, поскольку всего за несколько дней до трагического происшествия вернулся от венского двора в Чехию. В 1567 году Адам впервые принял участие в боевых действиях против войск Османской империи в Венгрии.

## Владарж Градецкого дома
После гибели Яхима из Градца управление тремя семейными панствами (Глубока, Жировнице и Градец) перешло в руки его матери и дяди Захариаша из Градца, ставших опекунами Адама и его сестры Анны. 
В 1568 году император объявил его совершеннолетним и Адам взял управление обременёнными долгами поместьями в свои руки. Через несколько лет его мать окончательно отошла от дел и выбрала уединение, после чего Адам остался единоличным управителем всего Градецкого домена. Добродушный по природе, Адам II не отличался отличным здоровьем, в частности, страдал от приступов подагры, поэтому первое время в делах управления семейными владениями полагался, большей частью, на своих управляющих (прежде всего, на Штепана Вратислава из Митровиц). Кроме того, архивные источники утверждают, что в первые несколько лет своей совершеннолетней жизни Адам находился в своего рода личностном кризисе, сопровождавшемся крайней непоследовательностью, нерешительностью и недостатком воли при принятии решений, неконтролируемой расточительностью, увлечением азартными играми и непомерным пьянством.
Уже во 2-й половине 70-х годов общая задолженность Адама II перед кредиторами достигла критических показателей в 112 000 коп чешских грошей, что примерно в 10 раз превысило сумму чистого годового дохода всего Градецкого домена. Даже сумма ежегодно выплачиваемых процентов по займам значительно превышала размер этого дохода. Всё это привело к созданию запутанной сети кредитных операций и поискам новых источников доходов, которыми постоянно занимались Штепан Вратислав из Митровиц и градецкий панский гетман Ян Зелендар из Прошовиц, безуспешно пытаясь удержать финансовое равновесие домена Адама из Градца. Весной 1578 года Штепан Вратислав представил Адаму пространный меморандум, в котором подробно описал все его непоследовательные и небрежные шаги по управлению семейными панствами и предложил антикризисную программу по восстановлению экономической устойчивости Градецкого домена. В соответствии с представленной программой в последующие годы была проведена хозяйственная реформа, в ходе которой были восстановлены и расширены панские дворы, кошары и конефермы, а гетман Ян Зелендар при содействии своего зятя знаменитого рыбовода Якуба Крчина из Ельчан увеличил старые рыбные пруды (чеш. rybník) и соорудил несколько новых. Довольно прибыльным предприятием стала открытая в 1581 году новая панская пивоварня в Йиндржихувом-Градце, согласно исследованиям Йозефа Яначека, самая большая дворянская пивоварня в Чехии. Несмотря на то, что в результате реформы чистый доход от Градецкого домена вырос на 60%, это не решило финансовых проблем расточительного пана из Градца.
Хотя Адам II вёл довольно расточительный светский образ жизни, постепенно умножая свои долги, он уделял большое внимание развитию города Градца и своего фамильного замка в нём, направляя на эти цели значительные средства. Следуя своей страсти к строительству, Адам перестроил средневековый замок Йиндржихув-Градец, превратив его в великолепную аристократическую резиденцию в ренессансном стиле. В 1576—1577 и 1580—1584 годах Адам вёл работы по перестройке замка Жировнице.
Большое внимание Адам II уделял развитию панства Глубока и перестройке Глубоцкого замка. Начало широкомасштабных работ по перестройке замка можно датировать 1580 годом, когда Адам из Градца заключил контракт на переделку интерьера, а также реконструкцию крыши и окон замка, с известным в то время в Чехии итальянским архитектором Бальдассаре Маджи. После этого было расширено здание северного дворца и выстроен крестообразный дворовый корпус. Кроме того, при Адаме II был снесён и заново выстроен бергфрид в самом центре замка. Вокруг замка были разбиты сады и виноградники
В 1581 году в панстве Глубока поднялся крестьянский бунт во главе с Якубом Кубатом из Збудова. Причиной бунта стал вскрывшийся факт того, что опекуны крестьянских сирот фактически не выплачивали им причитающиеся «сиротские деньги», а присваивали их себе, умышленно доводя сирот до голодной смерти. В результате этой практики панство лишилось около 600 крестьян, которые либо умерли, либо бежали. Адам подавил восстание, а Якуба Кубата передал рихтаржу для казни. После этого Адам распорядился, чтобы все сиротские деньги собирались или у окружных судей, или хранились в замке и раз в год направлялись на обеспечение сирот.
Умерший в феврале 1589 года Захариаш из Градца завещал своему племяннику Адаму II Тельчское панство и назначил его опекуном своей несовершеннолетней дочери Катержины. Вскоре Адам заявил свои претензии на Польнско-Пршибиславское панство, завещанное Захариашем своей второй жене Анне Градецкой из Шлейниц. В затянувшийся спор о наследстве вмешался сам король Рудольф II, который передал спорное панство Адаму из Градца в обмен на выплату Анне Градецкой соответствующей компенсации.
Под влиянием жены Адам II в 1594 году пригласил в Йиндржихув-Градец отцов-иезуитов, основавших в городе свой коллегиум, ставший шестым по счёту в чешских землях.

## Придворная карьера
В 1569 году Адам из Градца был назначен на придворную должность коморника молодых эрцерцогов Рудольфа и Эрнста, сыновей императора Максимилиана II, которую занимал до 1573 года. Адам сопровождал эрцерцогов в их частых путешествиях, во время которых посетил Нидерланды, Францию, Испанию и Италию. Во время одной из поездок в Венгрию Адам II подхватил так называемую «венгерскую болезнь», под которой, вероятно, понимался сифилис.
В 1585 году эксцентричный король Чехии Рудольф II неожиданно назначил Адама из Градца на вакантную должность высочайшего канцлера Чешского королевства — одну из высших сословных должностей в государстве. Короля не смутили ни относительно молодой возраст Адама, ни отсутствие у него управленческого опыта, ни его политическая пассивность, ни, наконец, стремительно ухудшающееся здоровье пана из Градца, который в том самом году начал передвигаться не иначе как в переносном кресле, поскольку у него практически полностью парализовало ноги. В пользу назначения Адама говорило только то, что эту должность в своё время последовательно занимали его отец Яхим и дед Адам I из Градца, а также тот факт, что Адам и Рудольф в юности были товарищами и вместе путешествовали по Европе. Кроме того, в этот период король несколько охладел к католической (так называемой «испанской») придворной партии и старался не назначать на ключевые государственные должности ревностных католиков, отдавая предпочтение протестантам и лицам толерантных религиозных взглядов. К последним, как раз, относился пан Адам из Градца. Адам серьёзно подошёл к исполнению своих новых обязанностей и подобрал себе квалифицированных помощников. 
В 1593 году Адам занял должность высочайшего бургграфа королевства, став вторым по важности должностным лицом после короля Чехии. Король Рудольф II, отправляясь в 1594 году на заседание рейхстага, назначил Адама из Градца и Яна из Вальдштейна наместниками Чешского королевства. В том же году в Венгрию вторглись войска Османской империи. Организация обороны потребовала от Адама из Градца неимоверных усилий, в результате чего он достиг предельной степени истощения. Последним ударом стала смерть его дочери Анны Катержины в 1596 году.

## Смерть и погребение

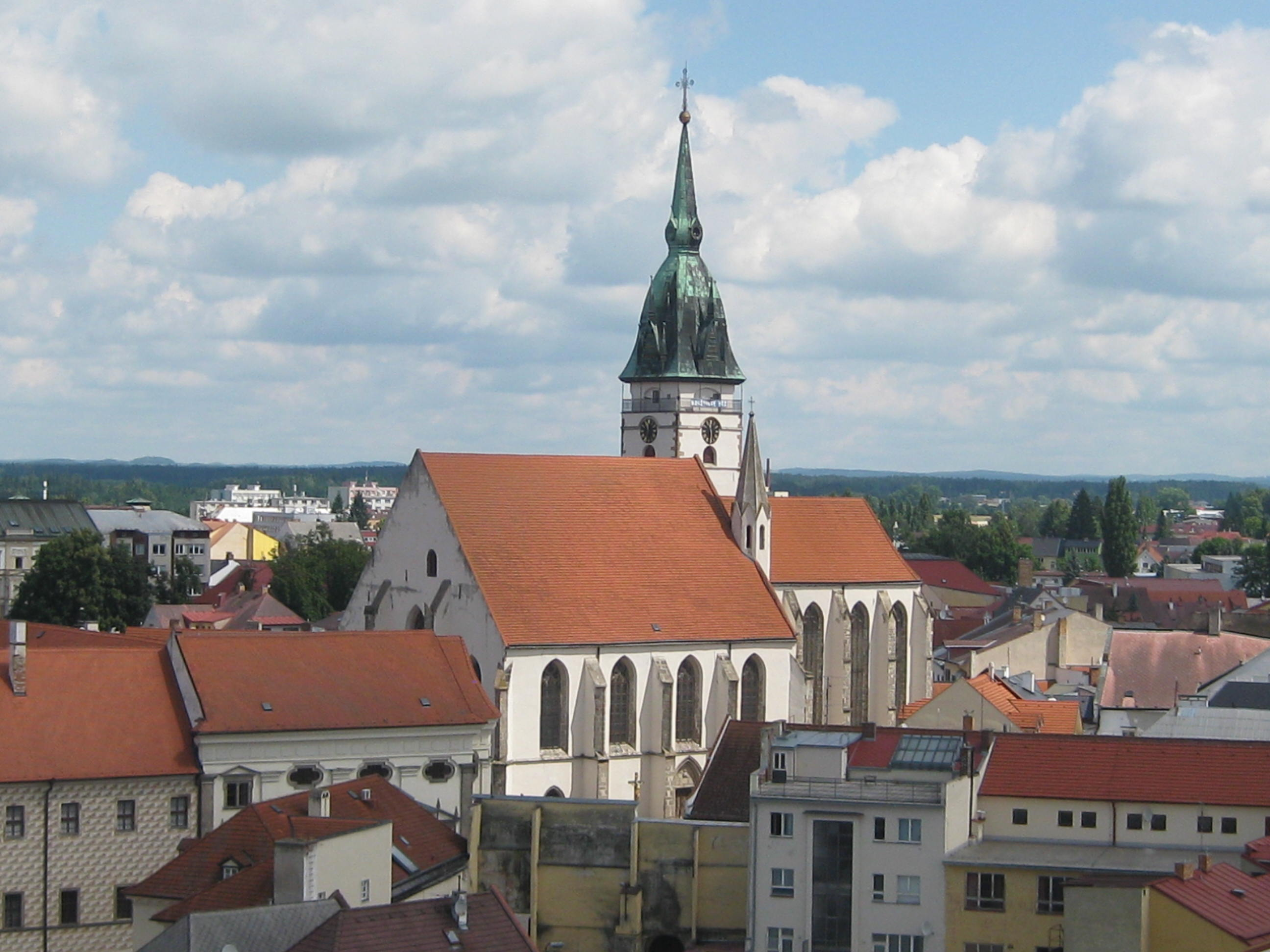
Костёл Вознесения Девы Марии (Йиндржихув-Градец)

В ночь с 23 на 24 ноября 1596 года высочайший бургграф Чешского королевства пан Адам II из Градца умер в возрасте 47 лет в своём пражском «доме Под Ступенями» в окружении родных. Причиной смерти стала, вероятно, его «венгерская болезнь», которая вопреки стараниям различных лекарей достигла своей критической стадии. В последние годы здоровье Адама сильно ухудшилось, он больше не мог ходить и передвигался только на носилках. 
После продолжительного прощания с усопшим, 10 декабря его тело в сопровождении жены, сына Яхима Ольдржиха, а также Петра Вока из Рожмберка и Ольдржиха Феликса Попела из Лобковиц с женой Анной Лобковицкой из Градца было отправлено в замок Йиндржихув-Градец. Вместе с телом Адама II из Праги в Йиндржихув-Градец были переправлены тело его недавно умершей дочери Анны Катержины и останки его сына Вилема Захариаша, находившиеся в пражском костёле Святейшего Спасителя. 14 декабря похоронный кортеж достиг Йиндржихува-Градца. Здесь 19 декабря прошло торжественное погребение Адама II в фамильной усыпальнице панов из Градца в костёле Вознесения Девы Марии.

## Семья

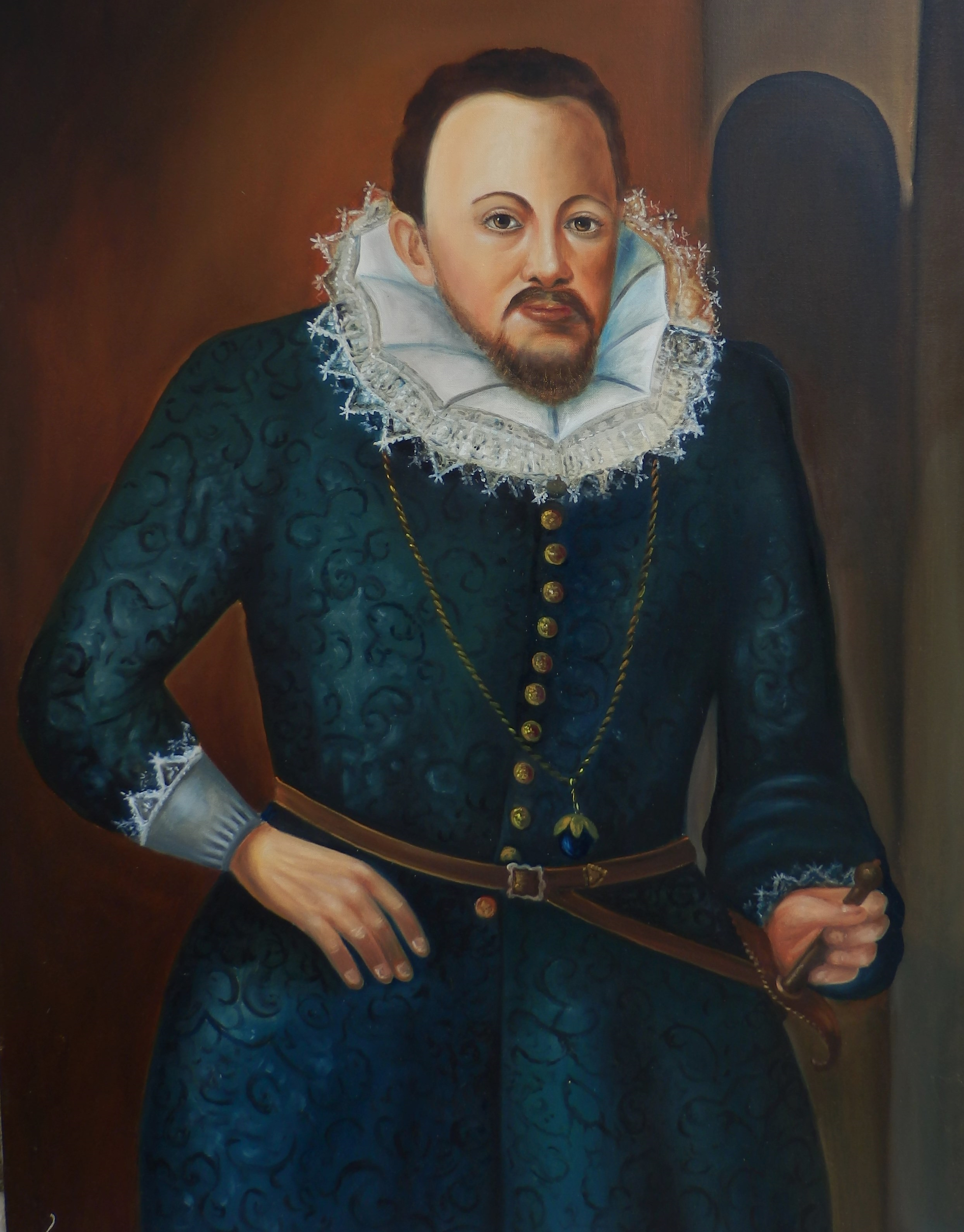
Яхим Ольдржих из Градца, сын и наследник Адама II

В 1571 году Габсбурги сосватали Адаму из Градца пятнадцатилетнюю дочь придворного гофмейстера Екатерину фон Монфорт (1556 — 31.03.1631), происходившую из старинного швабско-штирийского рода. Свадьба была отпразднована 5 сентября 1574 года в Граце, а 21 сентября невеста была торжественно доставлена в замок Йиндржихув-Градец. Их брак оказался довольно счастливым. Екатерина была добросердечной, но плохо образованной женщиной, покровительствовавшей бедноте. Верная католичка, Екатерина плохо знала чешский язык и воспитывала детей в немецких католических традициях.
Точное число детей, рождённых в браке Адама и Екатерины фон Монфорт, неизвестно; по разным сведениям, их было от пяти до семи. Несмотря на то, что пани Екатерина обладала достаточно крепким здоровьем, их с Адамом дети рождались слабыми и болезненными, умирая в довольно раннем возрасте. Внезапная смерть их старшего и любимого сына Вилема Захариаша в 1589 году в Праге оборвала надежды Адама II на продолжение рода панов из Градца. После этого Адам из Градца приблизил к себе юного Вилема Славату (01.12.1572 — 19.01.1652), своего дальнего родственника, воспитывавшегося в Йиндржихувом-Градце вместе с детьми Адама. В 1596 году умерла дочь Катержина, что окончательно подорвало здоровье Адама. После смерти Адама в 1596 году в живых осталось только двое — Яхим Ольдржих (24.01.1579 — 23.01.1604), родившийся с горбом и страдавший приступами эпилепсии, и Луция Отилия (01.12.1582 — 02.01.1633), вышедшая 13 января 1602 года замуж за Вилема Славату, который в результате этого брака унаследовал все владения панов из Градца.
Традиционно для аристократии своего времени Адам из Градца стремился устроить для членов своего многочисленного семейства браки с представителями знатнейших аристократических фамилий. К примеру, свою родную сестру Анну Адам 21 сентября 1579 года в Праге выдал замуж за Ольдржиха Феликса Попела из Лобковиц и на Кости (ум. 1604), а пятнадцатилетнюю кузину Катержину, дочь своего дяди Захариаша из Градца (1527—1589), 20 августа 1591 года выдал за Ладислава Берку из Дубы.